# 菲里格莱德阶梯

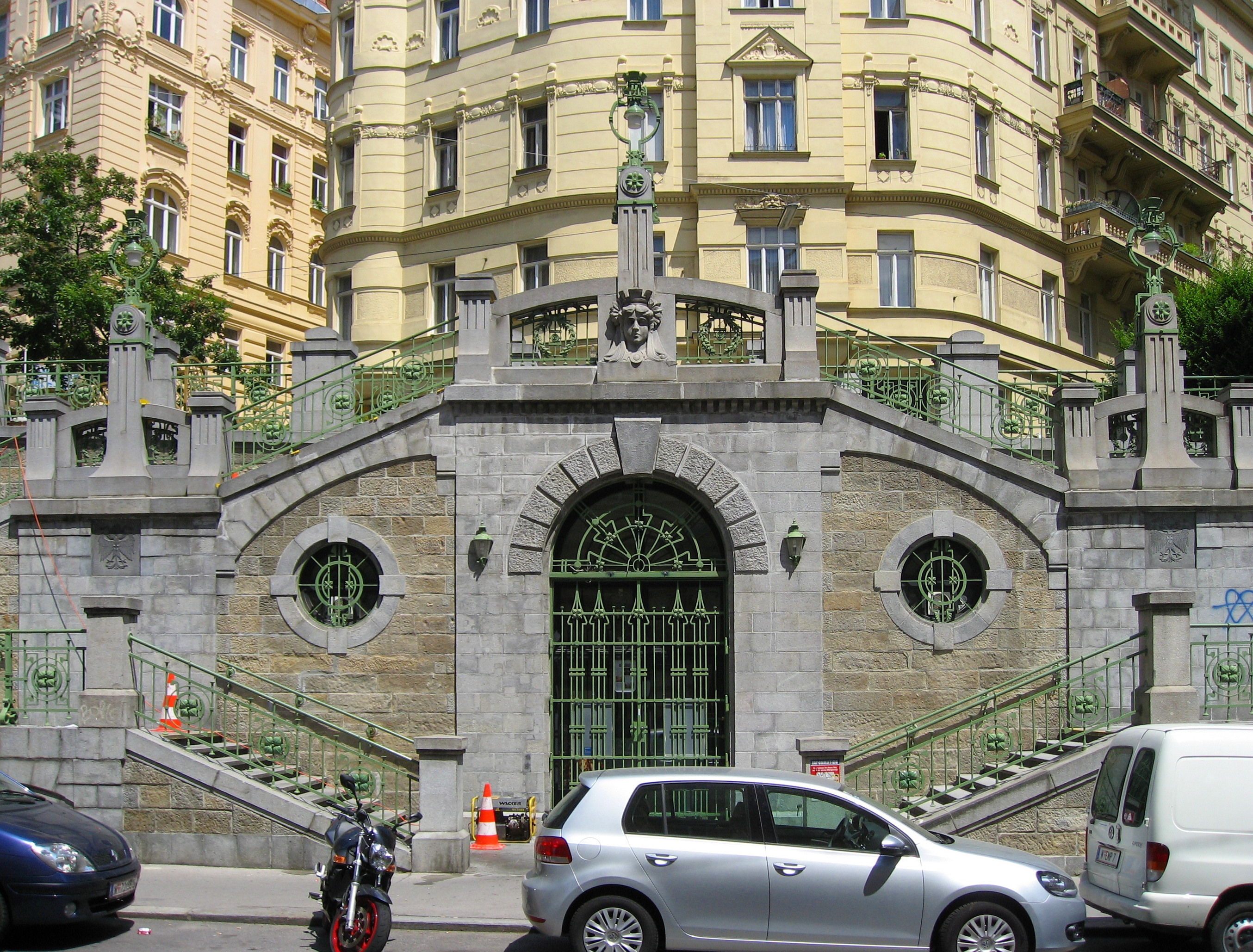
菲里格莱德阶梯

菲里格莱德阶梯（Fillgraderstiege）位于维也纳的玛利亚希尔夫区（第六区），建于1905年到1907年， 由马克斯·赫耶勒设计，新艺术运动风格，连接菲里格莱德街（Fillgradergasse）和西奥博尔德街（Theobaldgasse）。
菲里格莱德阶梯在1981年封闭，于1982年和1984年之间修复，阶梯后面空置的房间开设咖啡馆和画廊，两者于1985年8月1日开幕。
菲里格莱德阶梯在2004年欧洲艺术教授调查中被评为欧洲第四美丽的阶梯。